# Бриж Каби Мифаже
Бриж Каби Мифаже (фр. Bruges-Capbis-Mifaget) насеље је и општина у југозападној Француској у региону Аквитанија, у департману Атлантски Пиринеји која припада префектури По.
По подацима из 2011. године у општини је живело 947 становника, а густина насељености је износила 57,22 становника/km². Општина се простире на површини од 17 km². Налази се на средњој надморској висини од 316 метара (максималној 473 m, а минималној 277 m).

## Демографија
| 1962. | 1968. | 1975. | 1982. | 1990. | 1999. | 2011. |
| ----- | ----- | ----- | ----- | ----- | ----- | ----- |
| 926   | 857   | 850   | 827   | 833   | 915   | 947   |

График промене броја становника у току последњих година